# Darjeelingspoorweg

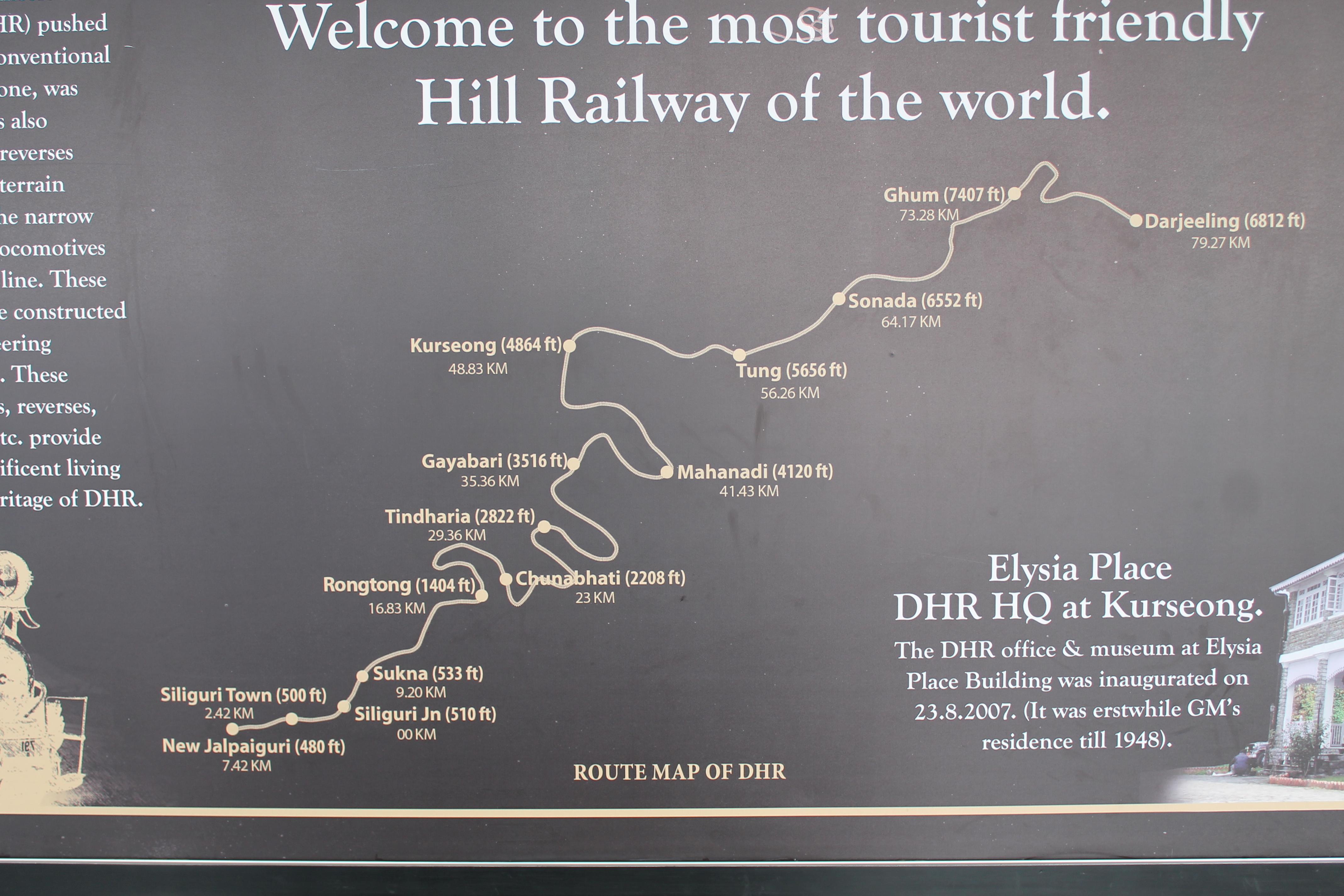
Traject van de spoorweg

De Darjeeling Himalayan Railway of Darjeelingspoorweg is een smalspoorlijn met een spoorwijdte van 610 mm (2 voet) in India, die van Siliguri naar Darjeeling loopt. Door de kleine locomotieven wordt de lijn ook wel "Toy Train" genoemd.
De spoorlijn werd tussen 1879 en 1881 door de Britten gebouwd en overwint op 86 kilometer lengte een hoogteverschil van 2000 meter. Hiervoor is 6,5 uur nodig. Nog steeds worden de personentreinen door stoomlocomotieven getrokken, terwijl posttreinen met diesellocomotieven getrokken worden. Onderweg stopt de trein in Tindharia, Kurseong, Mahanadi, Toong, Sonada en Ghoom.
In 1999 werd de spoorlijn op de werelderfgoedlijst geplaatst.